# Stenopogon arabicus
Stenopogon arabicus är en tvåvingeart som först beskrevs av Macquart 1838.  Stenopogon arabicus ingår i släktet Stenopogon och familjen rovflugor. Inga underarter finns listade i Catalogue of Life.